# Ventouse (déboucheur)
Pour les articles homonymes, voir Ventouse.

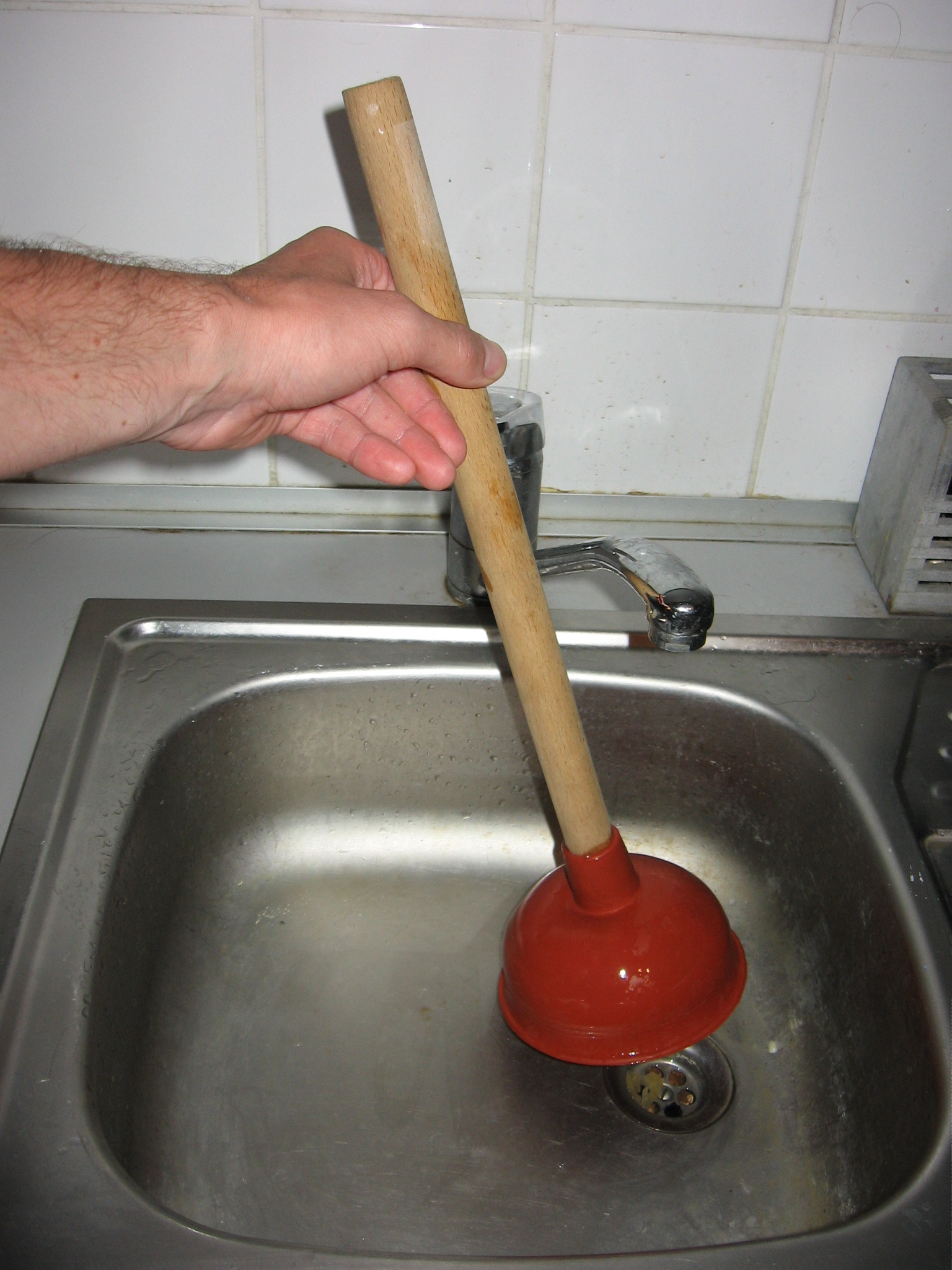
Ventouse utilisée pour déboucher les lavabos et les éviers.

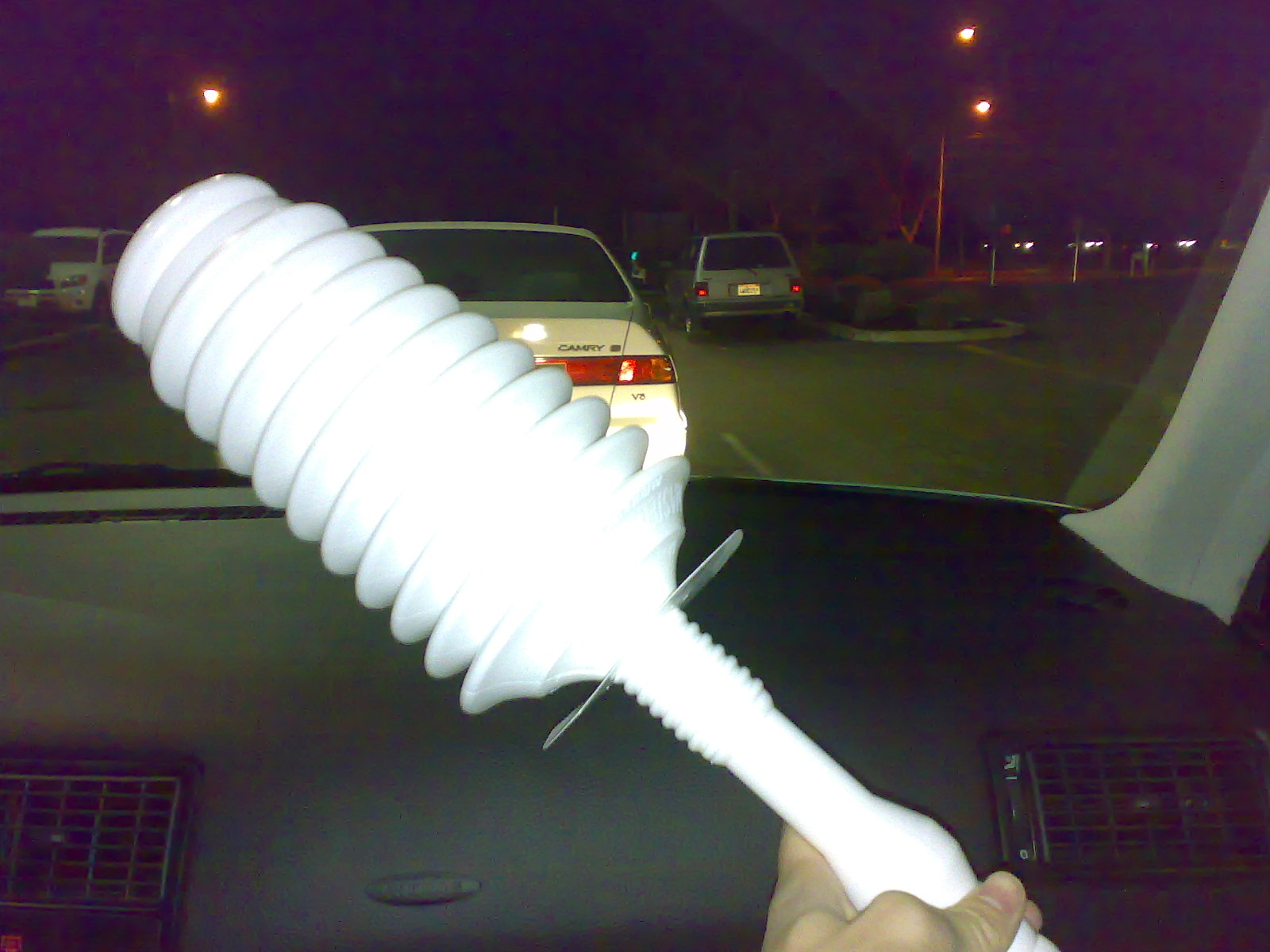
Ventouse en accordéon

Dans un environnement domestique, une ventouse sert à déboucher mécaniquement un conduit inaccessible au moyen d'autres outils. Elle s'utilise alors dans la cuisine et la salle de bains, pour déboucher éviers et conduits d'évacuation des eaux usées. On en trouve également assez souvent dans les toilettes en France.

## Description
C'est un outil simple d'emploi, bon marché, et souvent efficace, en concurrence avec d'autres moyens, comme les déboucheurs chimiques ou les furets.
Son fonctionnement repose sur l'effet ventouse. En tirant sur le manche de la ventouse, on crée une dépression qui aspire le bouchon du tuyau.